# Feisbum - Il film
Feisbum - Il film è un film del 2009, suddiviso in otto episodi e cinque corti, diretti da Dino Giarrusso, Alessandro Capone, Giancarlo Rolandi, Emanuele Sana, Serafino Murri, Laura Luchetti e Mauro Mancini, e ispirati al mondo di Facebook e dei servizi di rete sociale.

## Trama

### Finché morte non ci separi [Corto]
Un uomo non sopporta che la propria moglie stia sempre davanti al PC e la insulta: la donna reagisce sbattendogli un hard disk esterno sul capo e lui si vendica sparandole un colpo in testa.

### Siempre!
Nell'episodio un giovane romano vuole vendicarsi di una donna che lo sta sfruttando per raggiungere i suoi scopi, quindi inventa un'utenza fasulla su Facebook interpretando un surfista australiano: per sua sfortuna, però, l'affascinante atleta di oltreoceano esiste davvero e si reca all'appuntamento con la donna, che sembra apprezzarlo.

### Manuel è a Mogadiscio
Un giovane, per uscire dalla monotonia della propria esistenza, decide di provare nuove esperienze grazie alle opportunità offerte dai social network. Finge quindi di essere un avvenente miliziano italo-venezuelano di stanza a Mogadiscio, nella speranza di far colpo su Marta, che ha conosciuto sul sito: fingendo un'aggressione impietosirà la donna, che convince ad elargirgli €720, subito spesi con delle prostitute.

### Maledetto tag
Dopo svariati anni di fidanzamento, Antonio ha deciso di convolare a nozze con la sua fidanzata Valeria Gemma, una ricca ragazza napoletana: tuttavia il matrimonio rischia di andare a monte, quando alcune fotografie compromettenti, relative al proprio addio al celibato, vengono "taggate" nel suo profilo. Nel finale si scopre che le prostitute autrici delle foto piccanti erano state assoldate dal padre di Valeria, desideroso di non imparentarsi con Antonio in quanto l'indesiderato genero è comunista: Gaetano, amico del mancato sposo, cerca di risolvere la situazione e, ignaro di tutto, contatterà proprio le prostitute in questione.

### The Addiction [Corto]
Un ladro entra in casa proprio mentre un uomo sta chattando con una ragazza: dopo poco tempo il malvivente si appassionerà alla chiacchierata virtuale, dimenticando i suoi scopi criminali.

### Jessica e Nicola
Nicola, un obeso "vitellone" che vive ancora con la madre, fa cybersesso con una casalinga poco attraente attraverso il sito del social network.

### Questo è il Problema [Corto]
Un produttore pensa di aver trovato il testimonial ideale per uno spot su un'agenzia che concede prestiti, l'attore teatrale Francosi: tuttavia egli si rivelerà troppo "drammaturgico" per una mera pubblicità televisiva.

### Indian Dream
Gavino, un giovane meccanico, si infatua di una ragazza conosciuta in rete - la quale per far colpo su di lui finge di essere indiana - e per lei arriverà a compiere follie: ad un certo punto decidono di incontrarsi ma Gavino non riuscirà ad arrivare nel luogo dell'appuntamento perché la moglie, gelosa, gli ha manomesso i freni dell'automobile.

### Default
Jano è un ragazzo solo e taciturno che passa le sue nottate sul computer: i medici gli consigliano di andare da uno psicologo ma lui prosegue imperterrito a navigare su Feisbum. Un giorno compare in chat Sveva, una misteriosa ragazza che gli propone lo scambio degli amici (con questo sistema, è riuscita ad avere 13.244 contatti in una settimana): Jano ha più di 15.000 amicizie e la prospettiva di superare quota 28.000 lo ingolosisce, perciò accetta. Ma qualcosa va storto e, alla fine, Sveva riduce il contatore d'amicizie di Jano a zero e il ragazzo, vero social-maniaco, ha un attacco nervoso e viene ricoverato in ospedale: qui si scoprirà che Sveva è in realtà la sua dottoressa, che ha architettato tutta questa manfrina per avere un paziente in più.

### Gaymers
Tramite una ragnatela di amicizie ottenute su Internet, si creerà un triangolo sentimentale fra lo stilista gay Alex, la dolce ma sfortunata segretaria Vera e l'opportunista Matteo: pur con qualche incomprensione, tra i due uomini nascerà un bel rapporto.

### Angelo azzurro Reloaded
Ettore Denkel, serio ed equilibrato professore universitario, decide di trasgredire dalla routine della vita lavorativa e familiare con Molly, una misteriosa ragazza dark conosciuta in Rete. Mentre si trova con lei in un locale trasgressivo, si lascia trascinare dall'ambiente: beve, fuma una canna e inizia a cantare; al termine dell'esibizione incrocia lo sguardo con quello di Doriana, una sua vecchia compagna di classe divenuta barista, e tra i due scoppia la passione.

### La rivincita [Corto]
Due ex-amici si rincontrano grazie al social network; uno però vuole far pagare all'altro le vecchie malefatte, per cui lo lega ad una sedia e comincia a picchiarlo ripetutamente.

### L'arte di arrangiarsi [Corto]
Un uomo accompagna alcuni bambini all'internet point come tutti i pomeriggi e, dopo aver mangiato un panino con la porchetta, torna a prenderli: i ragazzini hanno finto di essere poveri per farsi inviare denaro da ingenui sconosciuti.

## Musiche
Le musiche degli episodi: "Siempre", "Finché morte non ci separi", "The addiction", "Questo è il problema", "La rivincita" e la canzone del film, sono state scritte dal cantautore romano Gabriele Ortenzi in arte Areamag. Lo stesso artista ha anche scritto la canzone "Feisbum", sigla dei titoli di coda, il cui tema portante ritorna negli episodi sopra elencati, riproposto sempre con arrangiamenti diversi.